# أوكروغ نينيتس الذاتية
أوكروغ نينيتس الذاتية هي إحدى الكيانات الفدرالية في روسيا. وتحوي المدن والقرى التالية: نارايم-مار،